# Добруша (Болгарія)
Добру́ша (болг. Добруша) — село у Врачанській області Болгарії. Входить до складу общини Криводол.

## Населення
За даними перепису населення 2011 року у селі проживали 200 осіб, усі — болгари.
Розподіл населення за віком у 2011 році:
Динаміка населення: